# Бхупати, Махеш
Махе́ш Шринивас Бху́пати (телугу మహేష్ భూపతి, англ. Mahesh Bhupathi; родился 7 июня 1974 года в Мадрасе, Индия) — индийский теннисист, специализирующийся на игре в парах, и спортивный менеджер. Четырёхкратный победитель турниров Большого шлема в мужском парном разряде и восьмикратный — в смешанном парном разряде (обладатель «карьерного» Большого шлема в смешанном разряде — выигрывал все четыре турнира); бывшая первая ракетка в мужском парном разряде. Основатель и первый директор Международной теннисной премьер-лиги. Капитан сборной Индии в Кубке Дэвиса.

## Общая информация
Махеш Бхупати окончил Университет Миссисипи в США. Во время учёбы он выиграл чемпионат США среди студентов 1995 года в мужском парном разряде с ливанцем Али Хамаде.
Махеш был в течение семи лет женат на модели Шветхе Джайшанкар (развелись в июле 2010 года), с 16 февраля 2011 года состоит в браке с моделью и актрисой индийского кино Ларой Даттой. 20 января 2012 года у пары родилась дочь Саира.
Награды
В 2001 году Бхупати совместно с многолетним партнёром по теннису Паесом был удостоен одной из высших наград Индии — «Падма Шри» в знак признания заслуг перед страной.

## Спортивная карьера

### Начало карьеры (первый Большой шлем для тенниса Индии)
На юниорском уровне Бхупати сыграл немного турниров Юниорского тура ITF, однако в 1992 году смог в паре с Ниттеном Кирртане достичь финала юниорского Уимблдонского турнира. Первые выступления на взрослых турнирах пришлись на декабрь 1991 года. В 1992 году он выиграл первые «сателлиты» в парах и поучаствовал в квалификации на Открытый чемпионат Австралии в одиночном разряде. В 1994 году в одиночках Бхупати выиграл свои единственные титулы в карьере на официальных турнирах ассоциаций, в том числе удалось выиграть один из серии «челленджер» — на турнире в Джакарте. Примечательно, что на этом «челленджере» в парном разряде впервые выступил совместно со своим соотечественником Леандером Паесом и они вышли в финал. Дебют в АТР-туре состоялся в январе 1995 года, когда в паре с индонезийцем Сулистьо Вибово, смог через квалификацию попасть на турнир в Джакарте. В феврале Махеш сыграл первые матчи в за сборную Индии в Кубке Дэвиса, а в августе дебютировал на взрослом турнире из серии Большого шлема, пройдя через три раунда квалификации одиночных соревнований и сыграв с ливанцем Али Хамадехом в парной сетке Открытого чемпионата США. С сентября 1995 года стала постоянно наигрываться пара с Леандером Паесом, с которым в дальнейшем Бхупати приобрел известность в мире тенниса и достиг значимых результатов.
В 1997 году начинается прорыв на высокий уровень пары Бхупати и Паес. Свой первый турнир в Мировом туре Бхупати в паре с Паесом выиграл в апреле в своём родном городе — Ченнае. Через три недели они выиграли турнир на грунте в Праге. На Открытом чемпионате Франции Бхупати первым среди индийских теннисистов выиграл титул из серии Большого шлема, завоевав его в миксте в команде с японской теннисисткой Рикой Хираки. На Уимблдоне у Махеша получилось пройти через квалификацию в основной одиночный турнир, где в первом раунде проиграл игроку из топ-10 — Марсело Риосу. В августе в парах совместно с Паесом он сумел выиграть престижный турнир серии Супер 9 в Монреале и турнир в Нью-Хейвене. На Открытом чемпионате США индийский дуэт смог доиграть до полуфинала. Осенью Бхупати и Паес выиграли ещё два титула в Туре (в Пекине и Сингапуре), доведя свой список побед в основном туре в сезоне до шести. Это позволило индийскому дуэту впервые сыграть Итоговом турнире, в котором они доиграли до финала. В парном рейтинге Бхупати в октябре на пару недель смог подняться в топ-10 и по итогу завершил сезон на 11-м месте.
В январе 1998 года Бхупати и Паес вышли в полуфинал Открытого чемпионата Австралии, на котором Махеш выступил в качестве игрока топ-10 парного рейтинга. К апрелю Бхупати и Паес выиграли три турнира в основном туре на азиатских соревнованиях (в Дохе, Дубае и Ченнае). В мае они стали чемпионами турнира серии Супер 9 в Риме, а на главном грунтовом турнире Открытом чемпионате Франции прошли в полуфинал. На Уимблдоне Бхупати смог выйти в финал в миксте в альянсе с Мирьяной Лучич, а в одиночном разряде смог во второй раз сыграть в основной сетке, пройдя квалификационный отбор. Бхупати смог навязать борьбу в первом раунде № 4 в мире Карлосу Мойе, однако всё-таки уступил испанцу в пяти сетах. После Уимблдона Махеш месяц выступал на турнирах в качестве третьей ракетки мира в парном теннисе. На Открытом чемпионате США Бхупати и Паес в третий раз в сезоне остановились в шаге от финала Большого шлема, вновь дойдя до полуфинала. Осенью они сыграли в четырёх финалах и два из них выиграли (в Шанхае и турнире серии Супер 9 Париже), доведя счёт до шести побед в сезоне. Бхупати смог финишировать на третьем месте в парном рейтинге, а в одиночках в это сезоне достиг самого высокого место в карьере, заняв 217-ю строчку.

### 1999—2002 (титулы Большого шлема в мужской паре и в миксте и № 1 в парном теннисе)

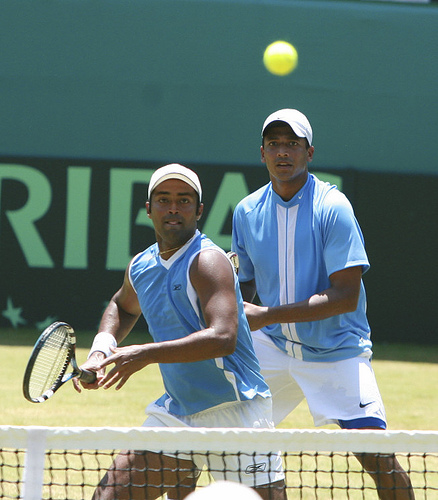
Бхупати (справа) и Паес (слева)

В 1999 году пара Бхупати и Паес достигла пика результатов. Они поучаствовали в финалах всех четырёх турниров Большого шлема и стали первой с начала «Открытой эры», которой это удалось. В январе на Открытом чемпионате их дуэт сыграл в финале Открытого чемпионата Австралии, где индийская пара уступила в сложном пятисетовом матче Йонасу Бьоркману и Патрику Рафтеру — 3:6, 6:4, 4:6, 7:6(10), 4:6. В апреле Махеш и Леандер в третий раз подряд выиграли турнир на родине в Ченнаи. 26 апреля Бхупати возглавил мировой парный рейтинг. Он стал первым представителем Индии и Азии в целом, кому удалось возглавить мировой рейтинг в любом разряде. Дебютный совместный титул Большого шлема Бхупати и Паес выиграли на грунтовых кортах Ролан Гаррос, став первым индийским дуэтом, который победил на Большом шлеме в парном разряде. На Уимблдоне Бхупати и Паес взяли второй титул Большого шлема подряд, одолев в финале Джареда Палмера и Паула Хархёйса. На Открытом чемпионате США Бхупати и Паес остановились в шаге от третей подряд победы на Большом шлеме, проиграв в решающем матче дуэту Себастьен Ларо и Алекс О'Брайен. Зато в миксте Бхупати смог взять титул, разделив успех с Ай Сугиямой из Японии. В ноябре индийская пара в финале Итогового чемпионата вновь сыграла против пары Ларо и О’Брайен и опять проиграла. По итогам сезона Бхупати стал вторым в парном рейтинге, занимая место сразу после своего партнёра Паеса.
Начало 2000 года Бхупати был вынужден пропустить. По возвращении на корт он сначала выступал с разными партнёрами и в мае на турнире в Санкт-Пёльтене он выиграл первый титул не с Паесом, взяв его в команде с австралийцем Эндрю Кратцманом. В июне Бхупати последний раз в карьере сыграл на Большом шлеме в одиночках, получив уайлд-кард на Уимблдон, но вновь не смог преодолеть первый раунд. Во второй половине сезона он вновь воссоединился в команду с Паесом и они сыграли на Олимпийских играх в Сиднее, где проиграли во втором раунде. В октябре Бхупати и Паес добились победы на турнире в Токио. Несмотря на низкий рейтинг, в конце сезоне индийский дуэт сыграл на Итоговом чемпионате, где третий раз в карьере достиг финала, в котором снова проиграли.
Старт сезона 2001 года Бхупати и Паес провели плохо, но они смогли раскачаться к грунтовой весенней части. В конце апреля — начале мая они победили на двух турнирах в США (в Атланте и Хьюстоне). Успеха они добились и на главном грунтом турнире — Открытом чемпионате Франции, обыграв в финале пару из Чехии Павел Визнер и Петр Пала со счётом 7:6(5), 6:3. На Ролан Гаррос и Уимблдоне Бхупати в миксте выступил в паре с Еленой Лиховцевой и дважды они доиграли до полуфинала. В августе Бхупати и Паес смогли выиграть на харде турнир серии Мастерс в Цинциннати. По итогам сезона Махеш занял 6-е место парного рейтинга.
2002 год Бхупати и Паес начали с победы на турнире в Ченнаи. Следующий турнир они выиграли уже в начале мая на Мальорке. после этой победы их сотрудничество завершилось. Всего они с 1997 по 2002 год смогли выиграть 22 турнира в основном туре. Бхупати на Мастерсе в Гамбурге выступил в паре с американцем Яном-Майклом Гэмбиллом и их команда смогла забрать главный приз. Следующим постоянным партнёром индуса стал белорус Максим Мирный. На Открытом чемпионате Франции их дуэт вышел в полуфинал, а на Уимблдоне в четвертьфинал. На Уимблдоне к Бхупати пришёл успех в миксте, где сотрудничество с Лиховцевой принесло первый совместный титул. Летом с Мирным удалось дважды выйти в финал, а в паре с Майком Брайаном выиграл турнир в Лонг-Айленде. На Открытом чемпионате США Бхупати и Мирный смогли выиграть титул. В финале их дуэт обыграл представителей Чехии Иржи Новака и Радека Штепанека со счётом 6:3, 3:6, 6:4. Это принесло теннисисту из Индии четвёртый титул Большого шлема в мужских парах. По итогам сезона он занял четвёртое место парного рейтинга.

### 2003—2006 (титул на Уимблдоне в парах и карьерный Большой шлем в миксте)
В 2003 году Бхупати пробовал сотрудничать с разными теннисистами, но основную часть сезона провёл в паре с Мирным. В апреле они выиграли грунтовый турнир в Оэйраше. На следующей неделе после этой победы, Махеш и Максим выиграли ещё один титул на Мастерсе в Монте-Карло. На Ролан Гаррос их дуэт смог выйти в четвертьфинал, а в миксте с Лиховцевой Бхупати смог достичь финала. На Уимблдонском турнире Бхупати и Мирный смогли достичь финала, где в решающей битве за Большой шлем проиграли Йонасу Бьоркману и Тодду Вудбриджу — 6:3, 3:6, 6:7(4), 3:6. Это позволило индийскому теннисисту подняться на второе место парного рейтинга. В августе на Мастерсе в Монреале Бхупати и Мирный взяли очередной трофей, а на Открытом чемпионате США доиграли до 1/4 финала. Осенью они выиграли ещё два парных титула: в Москве и на Мастерсе в Мадриде. Бхупати второй год подряд финишировал 4-м среди парных теннисистов.
Первый титул в 2004 году Бхупати выиграл на турнире в Окленде в паре с Фабрисом Санторо. На Австралийском чемпионате 2004 года Бхупати и Мирный вышли в 1/4 финала парных соревнований. В начале марта на турнире в Дубае Махеш опять сыграл в команде с Санторо и смог выиграть с ним второй титул в сезоне. В мае теперь в дуэте с Мирным удалось выиграть парный титул на Мастерсе в Риме. На Ролан Гаррос их пара смогла выйти в полуфинал. В июле на небольшом турнире в Бостаде выиграл уже в команде с Йонасом Бьоркманом, а через три недели Бхупати воссоединился с Леандером Паесом и они смогли победить на  Мастерсе в Торонто. Они возобновили сотрудничество ради выступления на Олимпийских играх в Афинах, где индийская пара оказалась в одном шаге от наград, после трёх побед подряд они проиграли полуфинальный матч и игру за третье место. В матче за бронзу они в драматичной борьбе уступили хорватам Марио Анчичу и Ивану Любичичу — 6:7(5) 6:4 14:16. После этого индийская пара вновь распалась. Концовку сезона Бхупати провёл без титулов и завершил сезон на седьмом месте парного рейтинга.
Первую часть сезона 2005 года Бхупати на большинстве турниров играл в паре с Тоддом Вудбриджем. Они смогли выиграть только один совместный турнир в самом начале года в Сиднее. На Больших шлемах они максимум достигли четвертьфинала на Открытом чемпионате Австралии. Во второй части сезона чаще всего Бхупати играл в паре с чехом Мартином Даммом, однако их дуэт сильного успеха не добился. Главными достижениями в 2005 году для Бхупати стали выступления в миксте. ОН смог выиграть за сезон сразу два титула а Большого шлема. Первый — совместно с Мэри Пирс на Уимблдоне, а второй — на Открытом чемпионате США в паре с Даниэлой Гантуховой.
В 2006 году Бхупати завершил завоевание «карьерного» Большого шлема в смешанном парном разряде, выиграв с Мартиной Хингис последний из турниров Большого шлема в этом разряде — Открытый чемпионат Австралии. В парном разряде он искал свою игру с разными партнёрами, однако на Больших шлемах лишь раз добрался до четвертьфинала — на Ролан Гаррос совместно с Ксавье Малиссом. Осенью Бхупати выиграл два турнира в Азии в сотрудничестве с Марио Анчичем.

### 2007—2011

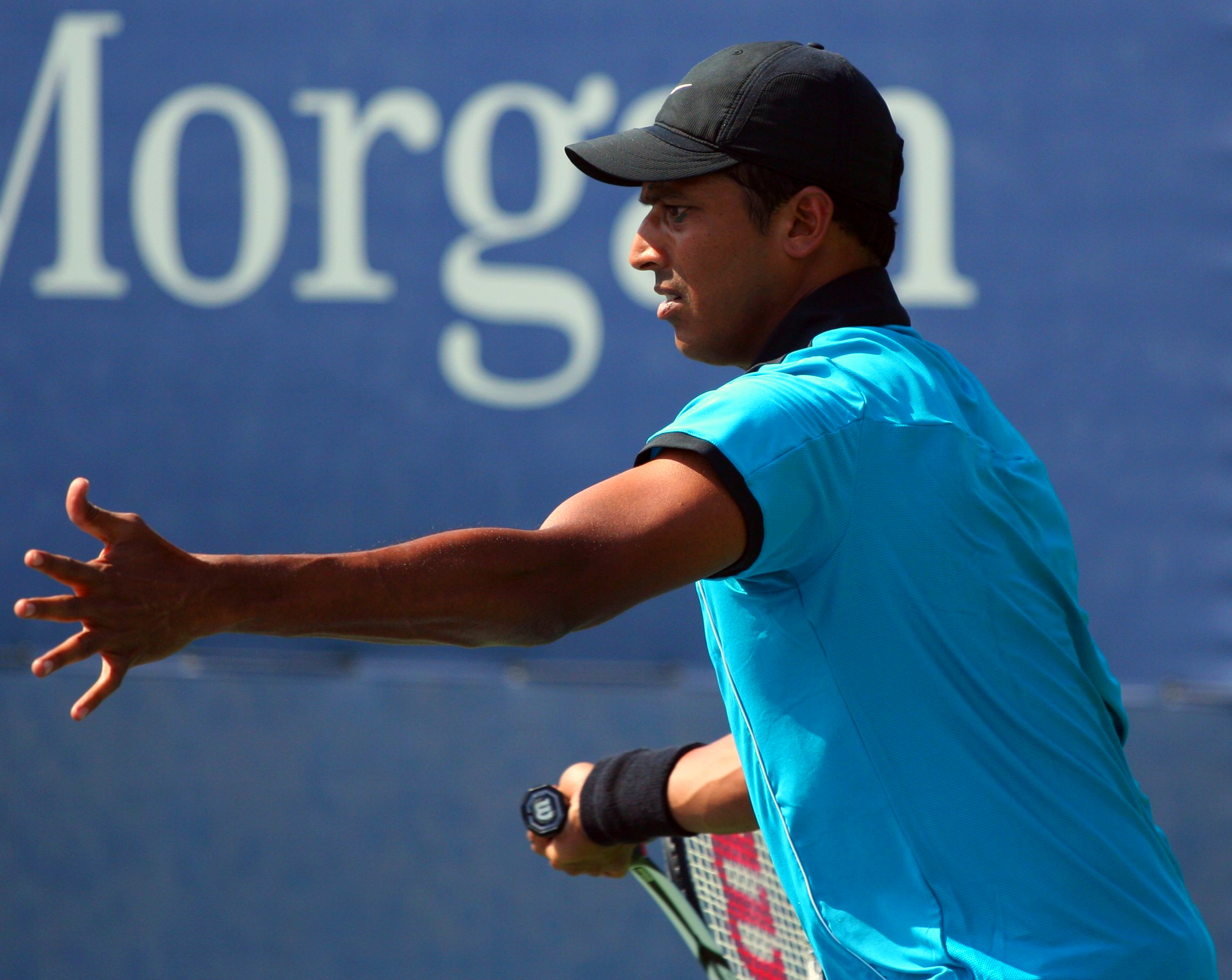
Бхупати на Открытом чемпионате США 2009 года

В 2007 году Бхупати выступал в паре с Радеом Штепанеком и периодически с другими партнёрами. На Открытом чемпионате Австралии Бхупати и Штепанек доиграли до четвертьфинала. На Ролан Гаррос они смогли выйти в полуфинал. В августе Махеш смог победить на Мастерсе в Монреале в альянсе с ещё одним чехом Павлом Визнером, а ещё один титул в Нью-Хейвене он взял с Ненадом Зимоничем.
2008 год Бхупати начала в сотрудничестве с новым партнёром Марком Ноулзом. На Открытом чемпионате Австралии они смогли доиграть до полуфинала. Также в Мельбурне Бхупати смог выйти в финал в миксте в команде с соотечественницей Саней Мирзой. В марте Бхупати и Ноулз выиграли два титула (в Мемфисе и Дубае). На Мастерсе в Майами они смогли доиграть до финала. В грунтовой части сезона они только один раз смогли выйти в финал — в апреле на Мастерсе в Монте-Карло. До конца сезона Бхупати ещё трижды проигрывал в финалах и один раз смог выиграть с Ноулзом на зальном турнире в Базеле. Впервые с 2004 года Бхупати смог завершить сезон в десятке лучших парников, заняв 6-е место рейтинга.
На Открытом чемпионате Австралии 2009 года Бхупати и Ноулз имели шансы выиграть титул, но в финале турнира проиграли Бобу и Майку Брайанам со счётом 6:2, 5:7, 0:6. В миксте индийского теннисиста ждал успех он смог взять главный приз в партнёрстве с Саней Мирза. На Уимблдоне Бхупати и Ноулз вышли в четвертьфинал, в августе они взяли первый совместный трофей в сезоне, став победителями в Монреале (пятый титул Махеша на Мастерсе в Канаде). На Открытом чемпионате США Бхупати и Ноулз сыграли в ещё одном финале Большого шлема, но вновь проиграли. На этот раз их переиграл дуэт Лукаш Длоуги и Леандер Паес. Итоговый турнир завершился в полуфинале и Бхупати закончил сезон с 7-м рейтингом.
В 2010 году Бхупати возобновил сотрудничество с белорусом Максимом Мирным. Весной они дважды вышли в финалы на Мастерсах в Майами и Монте-Карло. Следующий раз они сыграли в финале Мастерса в августе на турнире в Цинциннати. В ноябре Бхупати и Мирный смогли, наконец-то, выиграть Мастерс и произошло это на турнире в Париже. На Итоговом турнире их дуэт смог попасть в финал, где они уступили Ненаду Зимоничу и Даниэлю Нестору со счётом 6:7(6), 4:6.
В 2011 году состоялось воссоединение индийской пары Бхупати и Паес. Стартовали в Туре они весьма успешно. Первый турнир в Ченнаи они выиграли и отправились покорять Открытый чемпионат Австралии, где до победы им не хватило одного матча. В финале они проиграли братьям Брайанам 3:6, 4:6. Это был третий проигранный финал в Австралии для Бхупати и ему не удалось собрать «карьерный» Большой шлем в мужских парах, в отличие от микста. В марте Бхупати и Паес стали победителями Мастерса в Майами. В июле на Уимблдоне Бхупати смог в миксте выйти в финал с россиянкой Еленой Весниной. В августе на Мастерсе в Цинциннати Бхупати и Паес берут следующий титул. На Открытом чемпионате США индийская пара вышла в четвертьфинал. На Итоговом турнире они смогли добраться до полуфинала. По окончании сезона Бхупати и Паес заканчивают сотрудничество, выступая со следующего сезона с разными партнёрами.

### Завершение карьеры и общие итоги

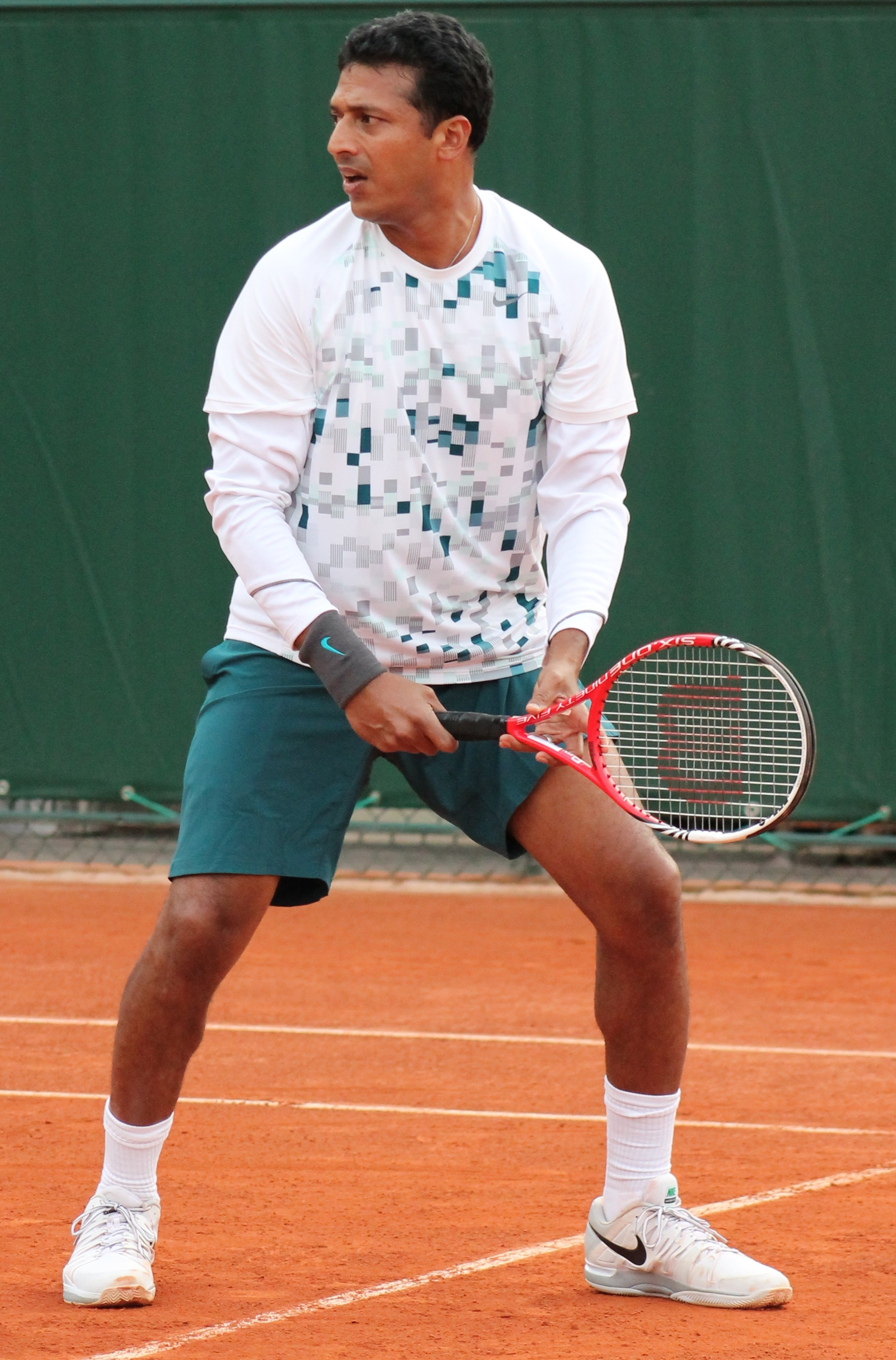
Бхупати на Ролан Гаррос 2013 года

В 2012 году партнёром Бхупати по играм в паре стал Рохан Бопанна. В марте они добились победы на турнире в Дубае. В июне на Ролан Гаррос Бхупати выиграл титул в миксте в паре с Саней Мирзой. Это восьмая победа на Больших шлемах в миксте для Махеша, а всего за карьеру с учётом титулов в мужских парах он выиграл 12 титулов серии Большого шлема. В августе Бопанна и Бхупати достигли финала на Мастерсе в Цинциннати. В октябре они вышли в ещё один финал на Мастерсе в Шанхае. В ноябре с третье попытки Бопанна и Бхупати победили в решающем матче Мастерса, взяв титул в Париже. На Итоговом турнире им удалось выйти в финал, где они проиграли испанцам Марселю Гранольерсу и Марку Лопесу. Бхупати пять раз за карьеру с разными партнёрами выходил в финал Итогового турнира, однако каждый раз проигрывал.
Последним титулом в Мировом туре стал для Бхупати выигрыш в марте 2013 года турнира в Дубае в паре с Бопанной. В мае их дуэт смог выйти в финал Мастерса в Риме. Летом в альянсе с Юлианом Ноулом он вышел в четвертьфинал Уимблдонского турнира. Сезон 2013 года стал последним полноценным в карьере 39-летнего теннисиста. Далее он выступал ещё на протяжении трёх сезонов, однако играл нерегулярно. В 2014 году он провёл только несколько игр в начале сезона и, хотя объявил, что завершит карьеру после Уимблдонского турнира этого года, в итоге даже не был заявлен на этот турнир. Однако Бхупати снова вернулся на корт в январе 2015 года, чтобы участвовать в турнире в Ченнаи, и в дальнейшем сыграл ещё в нескольких турнирах вплоть до Уимблдона. В 2016 году Бхупати выиграл с Юки Бхамбри «челленджер» в Дели, однако снова выступал только до мая, проведя в общей сложности 19 матчей в профессиональных турнирах. В мае 2016 года он последний раз выступил на официальном турнире.
За карьеру Бхупати пять раз представлял Индию на Олимпийских играх и дважды показал хороший результат в паре с Паесом: в 2004 году в Афинах они уступили в матче за бронзу, а в 2008 году в Пекине проиграли в четвертьфинале будущим чемпионам Роджеру Федереру и Станисласу Вавринке. Кроме того, Бхупати и Паес дважды (в 2002 и 2006 годах) становились чемпионами Азиатских игр по теннису среди мужских пар. В 2012 году в Лондоне Бхупати играл в паре с Роханом Бопанной и уступил во втором круге Жюльену Беннето и Ришару Гаске.
Всего за карьеру Бхупати выиграл 52 турнира в мужском парном разряде, завоёвывая как минимум один титул каждый сезон с 1997-го по 2013 год. 
Бхупати выступал за сборную Индии в Кубке Дэвиса с первого года своей профессиональной карьеры вплоть до 2011 года и провёл за неё 55 игр (счёт 8-14 в одиночном разряде и 27-6 в парах).
Под конец игровой карьеры Бхупати начал также заниматься спортивным менеджментом. Он стал автором идеи и первым директором нового выставочного командного турнира — Международной теннисной премьер-лиги, проводимой по правилам, близким к регламенту лиги World TeamTennis. Матчи Международной премьер-лиги состоят из пяти сетов каждый, включая сеты в мужском и женском одиночном, мужском и смешанном парном разрядах, а также сет между «легендами тенниса»; победитель в матче определяется по количеству выигранных геймов. В первом розыгрыше Международной премьер-лиги в конце 2014 года приняли участие команды Дубая, Мумбаи, Манилы и Сингапура при участии таких действующих и недавно окончивших карьеру звёзд, как Новак Джокович, Роджер Федерер, Энди Маррей, Жо-Вильфрид Тсонга, Серена Уильямс, Мария Шарапова, Каролина Возняцки, Ана Иванович, Пит Сампрас, Андре Агасси, Карлос Мойя и Горан Иванишевич.

## Рейтинг на конец года
| Год  | Одиночный рейтинг | Парный рейтинг |
| 2016 |                   | 186            |
| 2015 |                   | 699            |
| 2014 |                   | 344            |
| 2013 |                   | 35             |
| 2012 |                   | 11             |
| 2011 |                   | 7              |
| 2010 |                   | 6              |
| 2009 |                   | 7              |
| 2008 |                   | 6              |
| 2007 |                   | 21             |
| 2006 |                   | 30             |
| 2005 |                   | 19             |
| 2004 |                   | 7              |
| 2003 |                   | 4              |
| 2002 | 998               | 4              |
| 2001 | 775               | 6              |
| 2000 | 889               | 39             |
| 1999 | 304               | 2              |
| 1998 | 383               | 3              |
| 1997 | 227               | 11             |
| 1996 | 423               | 106            |
| 1995 | 388               | 162            |
| 1994 | 271               | 248            |
| 1993 | 543               | 385            |
| 1992 | 947               | 668            |
| 1991 | 1131              |                |

По данным официального сайта ATP на последнюю неделю года.

## Выступления на турнирах

### Финалы челленджеров и фьючерсов в одиночном разряде (8)

#### Победы (2)
| Условные обозначения |
| Челленджеры (1+13)*  |
| Фьючерсы (1+10)      |

| Титулы по покрытиям | Титулы по месту проведения матчей турнира |
| ------------------- | ----------------------------------------- |
| Хард (2+19)*        | Зал (0+2)                                 |
| Грунт (0+2)         | Зал (0+2)                                 |
| Трава (0+1)         | Открытый воздух (2+21)                    |
| Ковёр (0+1)         | Открытый воздух (2+21)                    |

* количество побед в одиночном разряде + количество побед в парном разряде.
| №  | Дата            | Турнир                 | Покрытие | Соперник в финале | Счёт        |
| 1. | 14 августа 1994 | Куала-Лумпур, Малайзия | Хард     | Дмитрий Томашевич | 6-4 6-2     |
| 2. | 23 октября 1994 | Джакарта, Индонезия    | Хард     | Игорь Сарич       | 6-2 4-6 6-4 |

#### Поражения (6)
| №  | Дата            | Турнир                 | Покрытие    | Соперник в финале | Счёт        |
| 1. | 11 июля 1993    | Пекин, Китай           | Хард        | Ся Цзяпин         | 5-7 0-6     |
| 2. | 21 августа 1994 | Куала-Лумпур, Малайзия | Хард        | Юн Ёниль          | 3-6 6-0 5-7 |
| 3. | 7 января 1996   | Калькутта, Индия       | Грунт       | Филиппо Мессори   | 4-6 6-7     |
| 4. | 23 февраля 1997 | Киото, Япония          | Ковёр (зал) | Карстен Арриенс   | 6-3 2-6 6-7 |
| 5. | 7 февраля 1999  | Калькутта, Индия       | Трава       | Леандер Паес      | 6-4 4-6 3-6 |
| 6. | 18 апреля 1999  | Нью-Дели, Индия        | Хард        | Леандер Паес      | 5-7 4-6     |

### Финалы турниров Большого шлема в мужском парном разряде (10)

#### Победы (4)
| №  | Год  | Турнир                         | Покрытие | Партнёр       | Соперники в финале             | Счёт                   |
| 1. | 1999 | Открытый чемпионат Франции     | Грунт    | Леандер Паес  | Горан Иванишевич Джефф Таранго | 6-2 7-5                |
| 2. | 1999 | Уимблдон                       | Трава    | Леандер Паес  | Джаред Палмер Паул Хархёйс     | 6-7(10) 6-3 6-4 7-6(4) |
| 3. | 2001 | Открытый чемпионат Франции (2) | Грунт    | Леандер Паес  | Павел Визнер Петр Пала         | 7-6(5) 6-3             |
| 4. | 2002 | Открытый чемпионат США         | Хард     | Максим Мирный | Иржи Новак Радек Штепанек      | 6-3 3-6 6-4            |

#### Поражения (6)
| №  | Год  | Турнир                           | Покрытие | Партнёр       | Соперники в финале            | Счёт                    |
| 1. | 1999 | Открытый чемпионат Австралии     | Хард     | Леандер Паес  | Йонас Бьоркман Патрик Рафтер  | 3-6 6-4 4-6 7-6(10) 4-6 |
| 2. | 1999 | Открытый чемпионат США           | Хард     | Леандер Паес  | Себастьен Ларо Алекс О'Брайен | 6-7(7) 4-6              |
| 3. | 2003 | Уимблдон                         | Трава    | Максим Мирный | Йонас Бьоркман Тодд Вудбридж  | 6-3 3-6 6-7(4) 3-6      |
| 4. | 2009 | Открытый чемпионат Австралии (2) | Хард     | Марк Ноулз    | Боб Брайан Майк Брайан        | 6-2 5-7 0-6             |
| 5. | 2009 | Открытый чемпионат США (2)       | Хард     | Марк Ноулз    | Лукаш Длоуги Леандер Паес     | 6-3 3-6 2-6             |
| 6. | 2011 | Открытый чемпионат Австралии (3) | Хард     | Леандер Паес  | Боб Брайан Майк Брайан        | 3-6 4-6                 |

### Финалы Итогового турнираATPв парном разряде (5)

#### Поражения (5)
| №  | Год  | Турнир                 | Покрытие    | Партнёр       | Соперники в финале            | Счёт           |
| 1. | 1997 | Хартфорд, США          | Ковёр (зал) | Леандер Паес  | Рик Лич Джонатан Старк        | 3-6 4-6 6-7    |
| 2. | 1999 | Хартфорд, США          | Ковёр (зал) | Леандер Паес  | Себастьен Ларо Алекс О'Брайен | 3-6 2-6 2-6    |
| 3. | 2000 | Бангалор, Индия        | Хард        | Леандер Паес  | Дональд Джонсон Пит Норвал    | 6-7(8) 3-6 4-6 |
| 4. | 2010 | Лондон, Великобритания | Хард (зал)  | Максим Мирный | Ненад Зимонич Даниэль Нестор  | 6-7(6) 4-6     |
| 5. | 2012 | Лондон, Великобритания | Хард (зал)  | Рохан Бопанна | Марсель Гранольерс Марк Лопес | 5-7 6-3 [3-10] |

### Финалы турнировATPв парном разряде (96)

#### Победы (52)
| Легенда                                |
| -------------------------------------- |
| Турниры Большого шлема (0+4+8)*        |
| Итоговый турнир ATP (0)                |
| ATP Мастерс 1000 (0+16)                |
| ATP International Gold / АТР 500 (0+8) |
| ATP International / АТР 250 (0+24)     |

| Титулы по покрытиям | Титулы по месту проведения матчей турнира |
| ------------------- | ----------------------------------------- |
| Хард (0+32+4)*      | Зал (0+10)                                |
| Грунт (0+13+2)      | Зал (0+10)                                |
| Трава (0+2+2)       | Открытый воздух (0+42+8)                  |
| Ковёр (0+5)         | Открытый воздух (0+42+8)                  |

* количество побед в одиночном разряде + количество побед в парном разряде + количество побед в миксте.
| №   | Дата             | Турнир                         | Покрытие    | Партнёр          | Соперники в финале                    | Счёт                   |
| 1.  | 13 апреля 1997   | Ченнаи, Индия                  | Хард        | Леандер Паес     | Олег Огородов Эяль Ран                | 7-6 7-5                |
| 2.  | 4 мая 1997       | Прага,Чехия                    | Грунт       | Леандер Паес     | Петр Лукса Давид Шкох                 | 6-1 6-1                |
| 3.  | 3 августа 1997   | Монреаль, Канада               | Хард        | Леандер Паес     | Себастьен Ларо Алекс О'Брайен         | 7-6 6-3                |
| 4.  | 17 августа 1997  | Нью-Хэйвен, США                | Хард        | Леандер Паес     | Себастьен Ларо Алекс О'Брайен         | 6-4 6-7 6-2            |
| 5.  | 5 октября 1997   | Пекин, Китай                   | Хард (зал)  | Леандер Паес     | Джим Курье Алекс О'Брайен             | 7-5 7-6                |
| 6.  | 12 октября 1997  | Сингапур                       | Ковер (зал) | Леандер Паес     | Рик Лич Джонатан Старк                | 6-4 6-4                |
| 7.  | 11 января 1998   | Доха, Катар                    | Хард        | Леандер Паес     | Оливье Делетр Фабрис Санторо          | 6-4 3-6 6-4            |
| 8.  | 15 февраля 1998  | Дубай, ОАЭ                     | Хард        | Леандер Паес     | Дональд Джонсон Франсиско Монтана     | 6-2 7-5                |
| 9.  | 12 апреля 1998   | Ченнаи, Индия (2)              | Хард        | Леандер Паес     | Оливье Делетр Максим Мирный           | 6-7 6-3 6-2            |
| 10. | 17 мая 1998      | Рим, Италия                    | Грунт       | Леандер Паес     | Рик Лич Эллис Феррейра                | 6-4 4-6 7-6            |
| 11. | 12 октября 1998  | Открытый чемпионат Шанхая      | Ковер (зал) | Леандер Паес     | Тодд Вудбридж Марк Вудфорд            | 6-4 6-7 7-6            |
| 12. | 8 ноября 1998    | Париж, Франция                 | Ковер (зал) | Леандер Паес     | Паул Хархёйс Якко Элтинг              | 6-4 6-2                |
| 13. | 11 апреля 1999   | Ченнаи, Индия (3)              | Хард        | Леандер Паес     | Уэйн Блэк Невилл Годвин               | 4-6 7-5 6-4            |
| 14. | 6 июня 1999      | Открытый чемпионат Франции     | Грунт       | Леандер Паес     | Горан Иванишевич Джефф Таранго        | 6-2 7-5                |
| 15. | 4 июля 1999      | Уимблдон                       | Трава       | Леандер Паес     | Джаред Палмер Паул Хархёйс            | 6-7(10) 6-3 6-4 7-6(4) |
| 16. | 28 мая 2000      | Санкт-Пёльтен, Австрия         | Грунт       | Эндрю Кратцман   | Андреа Гауденци Диего Наргисо         | 7-6(10) 6-7(2) 6-4     |
| 17. | 15 октября 2000  | Токио,Япония                   | Хард        | Леандер Паес     | Джефф Таранго Майкл Хилл              | 6-4 6-7(1) 6-3         |
| 18. | 29 апреля 2001   | Атланта, США                   | Грунт       | Леандер Паес     | Рик Лич Дэвид Макферсон               | 6-3 7-6(7)             |
| 19. | 6 мая 2001       | Хьюстон, США                   | Грунт       | Леандер Паес     | Кевин Ким Джим Томас                  | 7-6(4) 6-2             |
| 20. | 10 июня 2001     | Открытый чемпионат Франции (2) | Грунт       | Леандер Паес     | Павел Визнер Петр Пала                | 7-6(5) 6-3             |
| 21. | 12 августа 2001  | Цинциннати, США                | Хард        | Леандер Паес     | Мартин Дамм Давид Приносил            | 7-6(3) 6-3             |
| 22. | 6 января 2002    | Ченнаи, Индия (4)              | Хард        | Леандер Паес     | Ота Фукарек Томаш Цибулец             | 5-7 6-2 7-5            |
| 23. | 5 мая 2002       | Мальорка, Испания              | Грунт       | Леандер Паес     | Михаэль Кольман Юлиан Ноул            | 6-2 6-4                |
| 24. | 19 мая 2002      | Гамбург, Германия              | Грунт       | Ян-Майкл Гэмбилл | Йонас Бьоркман Тодд Вудбридж          | 6-2 6-4                |
| 25. | 25 августа 2002  | Лонг-Айленд, США               | Хард        | Майк Брайан      | Павел Визнер Петр Пала                | 6-3 6-4                |
| 26. | 8 сентября 2002  | Открытый чемпионат США         | Хард        | Максим Мирный    | Иржи Новак Радек Штепанек             | 6-3 3-6 6-4            |
| 27. | 13 апреля 2003   | Оэйраш, Португалия             | Грунт       | Максим Мирный    | Лукас Арнольд Кер Мариано Худ         | 6-1 6-2                |
| 28. | 20 апреля 2003   | Монте-Карло, Монако            | Грунт       | Максим Мирный    | Микаэль Льодра Фабрис Санторо         | 6-4 3-6 7-6(6)         |
| 29. | 10 августа 2003  | Монреаль, Канада (2)           | Хард        | Максим Мирный    | Йонас Бьоркман Тодд Вудбридж          | 6-3 7-6(4)             |
| 30. | 5 октября 2003   | Москва, Россия                 | Ковер (зал) | Максим Мирный    | Уэйн Блэк Кевин Ульетт                | 6-3 7-5                |
| 31. | 19 октября 2003  | Мадрид, Испания                | Хард (зал)  | Максим Мирный    | Уэйн Блэк Кевин Ульетт                | 6-2 2-6 6-3            |
| 32. | 18 января 2004   | Окленд, Новая Зеландия         | Хард        | Фабрис Санторо   | Иржи Новак Радек Штепанек             | 4-6 7-5 6-3            |
| 33. | 7 марта 2004     | Дубай, ОАЭ (2)                 | Хард        | Фабрис Санторо   | Йонас Бьоркман Леандер Паес           | 6-2 4-6 6-4            |
| 34. | 9 мая 2004       | Рим, Италия (2)                | Грунт       | Максим Мирный    | Уэйн Артурс Пол Хенли                 | 2-6 6-3 6-4            |
| 35. | 11 июля 2004     | Бостад, Швеция                 | Грунт       | Йонас Бьоркман   | Симон Аспелин Тодд Перри              | 4-6 7-6(2) 7-6(6)      |
| 36. | 1 августа 2004   | Торонто, Канада (3)            | Хард        | Леандер Паес     | Йонас Бьоркман Максим Мирный          | 6-4 6-2                |
| 37. | 16 января 2005   | Сидней, Австралия              | Хард        | Тодд Вудбридж    | Арно Клеман Микаэль Льодра            | 6-3 6-3                |
| 38. | 17 сентября 2006 | Пекин, Китай (2)               | Хард        | Марио Анчич      | Михаэль Беррер Кеннет Карлсен         | 6-4 6-3                |
| 39. | 1 октября 2006   | Мумбаи, Индия (2)              | Хард        | Марио Анчич      | Рохан Бопанна Мустафа Гхус            | 6-4 6-7(6) [10-8]      |
| 40. | 12 августа 2007  | Монреаль, Канада (4)           | Хард        | Павел Визнер     | Кевин Ульетт Пол Хенли                | 6-4 6-4                |
| 41. | 25 августа 2007  | Нью-Хэйвен, США                | Хард        | Ненад Зимонич    | Марцин Матковский Мариуш Фирстенберг  | 6-3 6-3                |
| 42. | 2 марта 2008     | Мемфис, США                    | Хард (зал)  | Марк Ноулз       | Санчай Ративатана Сончат Ративатана   | 7-6(5) 6-2             |
| 43. | 8 марта 2008     | Дубай, ОАЭ (3)                 | Хард        | Марк Ноулз       | Павел Визнер Мартин Дамм              | 7-5 7-6(7)             |
| 44. | 26 октября 2008  | Базель, Швейцария              | Ковер (зал) | Марк Ноулз       | Кристофер Кас Филипп Кольшрайбер      | 6-3 6-3                |
| 45. | 16 августа 2009  | Монреаль, Канада (5)           | Хард        | Марк Ноулз       | Максим Мирный Энди Рам                | 6-4 6-3                |
| 46. | 14 ноября 2010   | Париж, Франция (2)             | Хард (зал)  | Максим Мирный    | Марк Ноулз Энди Рам                   | 7-5 7-5                |
| 47. | 9 января 2011    | Ченнаи (5)                     | Хард        | Леандер Паес     | Дэвид Мартин Робин Хасе               | 6-2 6-7(3) [10-7]      |
| 48. | 2 апреля 2011    | Майами, США                    | Хард        | Леандер Паес     | Максим Мирный Даниэль Нестор          | 6-7(5) 6-2 [10-5]      |
| 49. | 21 августа 2011  | Цинциннати, США (2)            | Хард        | Леандер Паес     | Ненад Зимонич Микаэль Льодра          | 7-6(4) 7-6(2)          |
| 50. | 3 марта 2012     | Дубай, ОАЭ (4)                 | Хард        | Рохан Бопанна    | Марцин Матковский Мариуш Фирстенберг  | 6-4 3-6 [10-5]         |
| 51. | 4 ноября 2012    | Париж, Франция (3)             | Хард (зал)  | Рохан Бопанна    | Айсам-уль-Хак Куреши Жан-Жюльен Ройер | 7-6(6) 6-3             |
| 52. | 2 марта 2013     | Дубай, ОАЭ (5)                 | Хард        | Микаэль Льодра   | Ненад Зимонич Роберт Линдстедт        | 7-6(6) 7-6(6)          |

#### Поражения (44)
| №   | Дата             | Турнир                           | Покрытие    | Партнёр        | Соперники в финале                   | Счёт                    |
| 1.  | 27 июля 1997     | Лос-Анджелес, США                | Хард        | Рик Лич        | Себастьен Ларо Алекс О'Брайен        | 6-7 4-6                 |
| 2.  | 23 ноября 1997   | Чемпионат мира ATP               | Ковер (зал) | Леандер Паес   | Рик Лич Джонатан Старк               | 3-6 4-6 6-7             |
| 3.  | 18 октября 1998  | Сингапур                         | Ковер (зал) | Леандер Паес   | Тодд Вудбридж Марк Вудфорд           | 2-6 3-6                 |
| 4.  | 1 ноября 1998    | Штутгарт, Германия               | Хард (зал)  | Леандер Паес   | Себастьен Ларо Алекс О'Брайен        | 3-6 6-3 5-7             |
| 5.  | 31 января 1999   | Открытый чемпионат Австралии     | Хард        | Леандер Паес   | Йонас Бьоркман Патрик Рафтер         | 3-6 6-4 4-6 7-6(10) 4-6 |
| 6.  | 12 сентября 1999 | Открытый чемпионат США           | Хард        | Леандер Паес   | Себастьен Ларо Алекс О'Брайен        | 6-7(7) 4-6              |
| 7.  | 21 ноября 1999   | Чемпионат мира ATP (2)           | Ковер (зал) | Леандер Паес   | Себастьен Ларо Алекс О'Брайен        | 3-6 2-6 2-6             |
| 8.  | 18 июня 2000     | Халле, Германия                  | Трава       | Давид Приносил | Никлас Култи Микаэль Тильстрём       | 6-7(4) 6-7(4)           |
| 9.  | 17 декабря 2000  | Masters Cup (3)                  | Хард        | Леандер Паес   | Дональд Джонсон Пит Норвал           | 6-7(8) 3-6 4-6          |
| 10. | 19 августа 2001  | Индианаполис, США                | Хард        | Себастьен Ларо | Брайан Макфи Марк Ноулз              | 6-7(5) 7-5 4-6          |
| 11. | 7 октября 2001   | Москва, Россия                   | Ковер (зал) | Джефф Таранго  | Максим Мирный Сэндон Столл           | 3-6 0-6                 |
| 12. | 28 октября 2001  | Базель, Швейцария                | Ковер (зал) | Леандер Паес   | Рик Лич Эллис Феррейра               | 6-7(3) 4-6              |
| 13. | 4 ноября 2001    | Париж, Франция                   | Ковер (зал) | Леандер Паес   | Рик Лич Эллис Феррейра               | 6-3 4-6 3-6             |
| 14. | 16 июня 2002     | Лондон, Великобритания           | Трава       | Максим Мирный  | Уэйн Блэк Кевин Ульетт               | 5-7 3-6                 |
| 15. | 11 августа 2002  | Цинциннати, США                  | Хард        | Максим Мирный  | Джеймс Блэйк Тодд Мартин             | 5-7 3-6                 |
| 16. | 18 августа 2002  | Индианаполис, США (2)            | Хард        | Максим Мирный  | Даниэль Нестор Марк Ноулз            | 6-7(4) 7-6(5) 4-6       |
| 17. | 20 октября 2002  | Мадрид, Испания (2)              | Хард (зал)  | Максим Мирный  | Даниэль Нестор Марк Ноулз            | 3-6 5-7 0-6             |
| 18. | 12 января 2003   | Сидней, Австралия                | Хард        | Джошуа Игл     | Пол Хенли Натан Хили                 | 6-7(3) 4-6              |
| 19. | 18 мая 2003      | Гамбург, Германия                | Грунт       | Максим Мирный  | Даниэль Нестор Марк Ноулз            | 4-6 6-7(10)             |
| 20. | 15 июня 2003     | Лондон, Великобритания (2)       | Трава       | Максим Мирный  | Даниэль Нестор Марк Ноулз            | 7-5 4-6 6-7(3)          |
| 21. | 6 июля 2003      | Уимблдон                         | Трава       | Максим Мирный  | Йонас Бьоркман Тодд Вудбридж         | 6-3 3-6 6-7(4) 3-6      |
| 22. | 12 октября 2003  | Вена, Австрия                    | Хард (зал)  | Максим Мирный  | Ив Аллегро Роджер Федерер            | 6-7(7) 5-7              |
| 23. | 17 октября 2004  | Москва. Россия (2)               | Ковер (зал) | Йонас Бьоркман | Игорь Андреев Николай Давыденко      | 6-3 3-6 4-6             |
| 24. | 9 января 2005    | Ченнаи, Индия                    | Хард        | Йонас Бьоркман | Лу Яньсюнь Райнер Шуттлер            | 5-7 6-4 6-7(4)          |
| 25. | 3 марта 2007     | Дубай, ОАЭ                       | Хард        | Радек Штепанек | Ненад Зимонич Фабрис Санторо         | 5-7 7-6(3) [7-10]       |
| 26. | 6 апреля 2008    | Майами, США                      | Хард        | Марк Ноулз     | Боб Брайан Майк Брайан               | 2-6 2-6                 |
| 27. | 27 апреля 2008   | Монте-Карло, Монако              | Грунт       | Марк Ноулз     | Рафаэль Надаль Томми Робредо         | 3-6 3-6                 |
| 28. | 22 июня 2008     | Хертогенбос, Нидерланды          | Трава       | Леандер Паес   | Марио Анчич Юрген Мельцер            | 6-7(5) 3-6              |
| 29. | 24 августа 2008  | Нью-Хэйвен, США                  | Хард        | Марк Ноулз     | Марсело Мело Андре Са                | 5-7 2-6                 |
| 30. | 19 октября 2008  | Мадрид, Испания (3)              | Хард (зал)  | Марк Ноулз     | Марцин Матковский Мариуш Фирстенберг | 4-6 2-6                 |
| 31. | 31 января 2009   | Открытый чемпионат Австралии (2) | Хард        | Марк Ноулз     | Боб Брайан Майк Брайан               | 6-2 5-7 0-6             |
| 32. | 26 апреля 2009   | Барселона, Испания               | Грунт       | Марк Ноулз     | Ненад Зимонич Даниэль Нестор         | 3-6 6-7(9)              |
| 33. | 13 сентября 2009 | Открытый чемпионат США (2)       | Хард        | Марк Ноулз     | Лукаш Длоуги Леандер Паес            | 6-3 3-6 2-6             |
| 34. | 3 апреля 2010    | Майами, США (2)                  | Хард        | Максим Мирный  | Лукаш Длоуги Леандер Паес            | 2-6 5-7                 |
| 35. | 18 апреля 2010   | Монте-Карло, Монако (2)          | Грунт       | Максим Мирный  | Ненад Зимонич Даниэль Нестор         | 3-6 0-2 — отказ         |
| 36. | 22 августа 2010  | Цинциннати, США (2)              | Хард        | Максим Мирный  | Боб Брайан Майк Брайан               | 3-6 4-6                 |
| 37. | 7 ноября 2010    | Валенсия, Испания                | Хард (зал)  | Максим Мирный  | Джейми Маррей Энди Маррей            | 6-7(8) 7-5 [7-10]       |
| 38. | 28 ноября 2010   | Финал Мирового Тура ATP (4)      | Хард (зал)  | Максим Мирный  | Ненад Зимонич Даниэль Нестор         | 6-7(6) 4-6              |
| 39. | 29 января 2011   | Открытый чемпионат Австралии (3) | Хард        | Леандер Паес   | Боб Брайан Майк Брайан               | 3-6 4-6                 |
| 40. | 12 июня 2011     | Лондон, Великобритания (3)       | Трава       | Леандер Паес   | Боб Брайан Майк Брайан               | 7-6(2) 6-7(4) [6-10]    |
| 41. | 19 августа 2012  | Цинциннати, США (3)              | Хард        | Рохан Бопанна  | Роберт Линдстедт Хория Текэу         | 4-6 4-6                 |
| 42. | 14 октября 2012  | Shanghai ATP Masters 1000        | Хард        | Рохан Бопанна  | Леандер Паес Радек Штепанек          | 7-6(7) 3-6 [5-10]       |
| 43. | 12 ноября 2012   | Финал Мирового Тура ATP (5)      | Хард (зал)  | Рохан Бопанна  | Марсель Гранольерс Марк Лопес        | 5-7 6-3 [3-10]          |
| 44. | 19 мая 2013      | Рим, Италия                      | Грунт       | Рохан Бопанна  | Боб Брайан Майк Брайан               | 2-6 3-6                 |

### Финалы челленджеров и фьючерсов в парном разряде (30)

#### Победы (23)
| №   | Дата             | Турнир                 | Покрытие    | Партнёр        | Соперники в финале                     | Счёт           |
| 1.  | 29 ноября 1992   | Абиджан, Кот-д’Ивуар   | Хард        | Франклин Офори | Уэйн Блэк Кент Сетон                   | 7-6 4-6 6-1    |
| 2.  | 4 июля 1993      | Пекин, Китай           | Хард        | Гаурав Натекар | Син Тепом Син Чжэлл                    | 6-2 7-5        |
| 3.  | 11 июля 1993     | Пекин, Китай           | Хард        | Джефф Беллоли  | Бертранд Мадсен Ричард Николлс         | 7-5 6-4        |
| 4.  | 8 августа 1993   | Куала-Лумпур, Малайзия | Хард        | Джефф Беллоли  | Дин Коэн Питер Трамакки                | 3-6 6-4 6-3    |
| 5.  | 15 августа 1993  | Куала-Лумпур, Малайзия | Хард        | Джефф Беллоли  | Дин Коэн Питер Трамакки                | 6-1 6-3        |
| 6.  | 26 июня 1994     | Пекин, Китай           | Хард        | Гаурав Натекар | Пань Бин Ся Цзяпин                     | 6-2 5-7 6-4    |
| 7.  | 3 июля 1994      | Пекин, Китай           | Хард        | Гаурав Натекар | Ли Джин Су Тэцуя Сато                  | 7-6 6-1        |
| 8.  | 10 июля 1994     | Пекин, Китай           | Хард        | Гаурав Натекар | Стефан Манаи Стивен Эрдоиса            | 7-6 6-3        |
| 9.  | 31 июля 1994     | Куала-Лумпур, Малайзия | Хард        | Гаурав Натекар | Син Ханчхоль Чи Сунхо                  | 6-4 6-2        |
| 10. | 21 августа 1994  | Куала-Лумпур, Малайзия | Хард        | Гаурав Натекар | Лянь Юйхуэй Чэнь Чжичжон               | 6-4 5-7 6-4    |
| 11. | 18 декабря 1994  | Аделаида, Австралия    | Трава       | Дик Норман     | Скотт Дрейпер Питер Трамакки           | 7-6 7-6        |
| 12. | 10 сентября 1995 | Ораньестад, Аруба      | Хард        | Леандер Паес   | Кристо ван Ренсбург Хосе Антонио Конде | 6-4 4-6 7-6    |
| 13. | 28 апреля 1996   | Фергана, Узбекистан    | Хард        | Леандер Паес   | Джефф Грант Морис Руа                  | 6-3 7-6        |
| 14. | 8 сентября 1996  | Ораньестад, Аруба      | Хард        | Леандер Паес   | Себастьян Леблан Грант Стаффорд        | 6-2 6-2        |
| 15. | 15 сентября 1996 | Мадрас, Индия          | Хард        | Леандер Паес   | Сандер Грун Олег Огородов              | 7-5 6-1        |
| 16. | 29 сентября 1996 | Пекин, Китай           | Хард        | Питер Трамакки | Нир Велгрин Андрес Зингман             | 6-2 6-3        |
| 17. | 3 ноября 1996    | Ахмадабад, Индия       | Грунт       | Леандер Паес   | Георг Блюмауэр Удо Пламбергер          | 6-3 3-6 6-3    |
| 18. | 12 января 1997   | Сингапур               | Хард (зал)  | Леандер Паес   | Майкл Джойс Скотт Мелвилл              | 6-4 4-6 7-6    |
| 19. | 23 февраля 1997  | Киото, Япония          | Ковёр (зал) | Уэйн Блэк      | Сатоси Ивабути Такао Судзуки           | 6-4 6-7(4) 6-1 |
| 20. | 27 апреля 1997   | Прага, Чехия           | Грунт       | Леандер Паес   | Девин Боуэн Туомас Кетола              | 6-4 6-0        |
| 21. | 11 мая 1997      | Иерусалим, Израиль     | Хард        | Леандер Паес   | Уэйн Блэк Кевин Ульетт                 | 6-7 6-2 7-6    |
| 22. | 1 марта 1998     | Хошимин, Вьетнам       | Хард        | Питер Трамакки | Максим Мирный Кевин Ульетт             | 6-4 6-0        |
| 23. | 21 февраля 2016  | Нью-Дели, Индия        | Хард        | Юки Бхамбри    | Сакет Минени Санам Сингх               | 6-3 4-6 [10-5] |

#### Поражения (7)
| №  | Дата            | Турнир               | Покрытие | Партнёр         | Соперники в финале           | Счёт           |
| 1. | 22 ноября 1992  | Абиджан, Кот-д’Ивуар | Хард     | Франклин Офори  | Уэйн Блэк Кент Сетон         | 4-6 6-3 5-7    |
| 2. | 20 июня 1993    | Пекин, Китай         | Хард     | Гаурав Натекар  | Эрик Аменд Майкл Браун       | 2-6 4-6        |
| 3. | 23 октября 1994 | Джакарта, Индонезия  | Хард     | Леандер Паес    | Дэнни Сапсфорд Эндрю Фостер  | Без игры       |
| 4. | 5 мая 1996      | Андижан, Узбекистан  | Хард     | Леандер Паес    | Джефф Грант Морис Руа        | 4-6 3-6        |
| 5. | 9 июня 1996     | Треффен, Австрия     | Трава    | Леандер Паес    | Сэндон Столл Майкл Теббатт   | 2-6 4-6        |
| 6. | 3 января 1999   | Мумбаи, Индия        | Хард     | Гаурав Натекар  | Ноам Бер Эяль Ран            | 2-6 6-7        |
| 7. | 18 февраля 2001 | Мумбаи, Индия        | Хард     | Фазалуддин Сиед | Ота Фукарек Франтишек Чермак | 6-7(4) 6-4 5-7 |

### Финалы турниров Большого шлема в смешанном парном разряде (12)

#### Победы (8)
| №  | Год  | Турнир                           | Покрытие | Партнёрша         | Соперники в финале                    | Счёт        |
| 1. | 1997 | Открытый чемпионат Франции       | Грунт    | Рика Хираки       | Лиза Реймонд Патрик Гэлбрайт          | 6-4 6-1     |
| 2. | 1999 | Открытый чемпионат США           | Хард     | Ай Сугияма        | Кимберли По Дональд Джонсон           | 6-4 6-4     |
| 3. | 2002 | Уимблдон                         | Трава    | Елена Лиховцева   | Даниэла Гантухова Кевин Ульетт        | 6-2 1-6 6-1 |
| 4. | 2005 | Уимблдон (2)                     | Трава    | Мэри Пирс         | Татьяна Перебийнис Пол Хенли          | 6-4 6-2     |
| 5. | 2005 | Открытый чемпионат США (2)       | Хард     | Даниэла Гантухова | Катарина Среботник Ненад Зимонич      | 6-4 6-2     |
| 6. | 2006 | Открытый чемпионат Австралии     | Хард     | Мартина Хингис    | Елена Лиховцева Даниэль Нестор        | 6-3 6-3     |
| 7. | 2009 | Открытый чемпионат Австралии (2) | Хард     | Саня Мирза        | Натали Деши Энди Рам                  | 6-3 6-1     |
| 8. | 2012 | Открытый чемпионат Франции (2)   | Грунт    | Саня Мирза        | Клаудиа Янс-Игначик Сантьяго Гонсалес | 7-6(3) 6-1  |

#### Поражения (4)
| №  | Год  | Турнир                       | Покрытие | Партнёрша       | Соперники в финале           | Счёт       |
| 1. | 1998 | Уимблдон                     | Трава    | Мирьяна Лучич   | Серена Уильямс Максим Мирный | 4-6 4-6    |
| 2. | 2003 | Открытый чемпионат Франции   | Грунт    | Елена Лиховцева | Лиза Реймонд Майк Брайан     | 3-6 4-6    |
| 3. | 2008 | Открытый чемпионат Австралии | Хард     | Саня Мирза      | Сунь Тяньтянь Ненад Зимонич  | 6-7(4) 4-6 |
| 4. | 2011 | Уимблдон (2)                 | Трава    | Елена Веснина   | Ивета Бенешова Юрген Мельцер | 3-6 2-6    |

## История выступлений на турнирах
| Турнир                       | 1995  | 1996  | 1997          | 1998          | 1999          | 2000  | 2001          | 2002          | 2003          | 2004   | 2005          | 2006          | 2007          | 2008   | 2009          | 2010          | 2011          | 2012  | 2013          | 2014          | 2015          | 2016  | Итог   | В/П за карьеру |
| ---------------------------- | ----- | ----- | ------------- | ------------- | ------------- | ----- | ------------- | ------------- | ------------- | ------ | ------------- | ------------- | ------------- | ------ | ------------- | ------------- | ------------- | ----- | ------------- | ------------- | ------------- | ----- | ------ | -------------- |
| Турниры Большого шлема       |       |       |               |               |               |       |               |               |               |        |               |               |               |        |               |               |               |       |               |               |               |       |        |                |
| Открытый чемпионат Австралии | -     | -     | 1Р            | 1/2           | Ф             | -     | 1Р            | 2Р            | 1Р            | 1/4    | 1/4           | 3Р            | 1/4           | 1/2    | Ф             | 1Р            | Ф             | 3Р    | 3Р            | 2Р            | 1Р            | 2Р    | 0 / 19 | 41-19          |
| Открытый чемпионат Франции   | -     | -     | 2Р            | 1/2           | П             | 2Р    | П             | 1/2           | 1/4           | 1/2    | 1Р            | 1/4           | 1/2           | 1Р     | 3Р            | 2Р            | 2Р            | 1Р    | 1Р            | -             | 1Р            | -     | 2 / 18 | 40-16          |
| Уимблдонский турнир          | К     | К     | 1Р            | 2Р            | П             | 3Р    | 1Р            | 1/4           | Ф             | 3Р     | 2Р            | 1Р            | -             | 1Р     | 1/4           | 3Р            | 2Р            | 2Р    | 1/4           | -             | 1Р            | -     | 1 / 17 | 29-16          |
| Открытый чемпионат США       | 2Р    | К     | 1/2           | 1/2           | Ф             | 1Р    | 1Р            | П             | 1/4           | 3Р     | 3Р            | 1Р            | 2Р            | 3Р     | Ф             | 2Р            | 1/4           | 1Р    | 1Р            | -             | -             | -     | 1 / 18 | 38-17          |
| Итог                         | 0 / 1 | 0 / 0 | 0 / 4         | 0 / 4         | 2 / 4         | 0 / 3 | 1 / 4         | 1 / 4         | 0 / 4         | 0 / 4  | 0 / 4         | 0 / 4         | 0 / 3         | 0 / 4  | 0 / 4         | 0 / 4         | 0 / 4         | 0 / 4 | 0 / 4         | 0 / 1         | 0 / 3         | 0 / 1 | 4 / 72 |                |
| В/П в сезоне                 | 1-1   | 0-0   | 5-4           | 13-4          | 22-2          | 3-3   | 6-3           | 14-3          | 10-4          | 10-4   | 6-4           | 5-4           | 8-3           | 6-4    | 15-4          | 4-4           | 10-4          | 3-4   | 5-4           | 1-1           | 0-3           | 1-1   |        | 148-68         |
| Олимпийские игры             |       |       |               |               |               |       |               |               |               |        |               |               |               |        |               |               |               |       |               |               |               |       |        |                |
| Летняя олимпиада             | НП    | 2Р    | Не проводился | Не проводился | Не проводился | 2Р    | Не проводился | Не проводился | Не проводился | 1/2    | Не проводился | Не проводился | Не проводился | 1/4    | Не проводился | Не проводился | Не проводился | 2Р    | Не проводился | Не проводился | Не проводился | -     | 0 / 5  | 8-6            |
| Итоговые турниры             |       |       |               |               |               |       |               |               |               |        |               |               |               |        |               |               |               |       |               |               |               |       |        |                |
| Итоговый турнир ATP          | -     | -     | Ф             | Группа        | Ф             | Ф     | Группа        | НП            | Группа        | Группа | -             | -             | -             | Группа | 1/2           | Ф             | 1/2           | Ф     | -             | -             | -             | -     | 0 / 12 | 24-23          |

К — проиграл в квалификационном турнире.
| Турнир                       | 1997  | 1998  | 1999  | 2000  | 2001  | 2002  | 2003  | 2004  | 2005  | 2006  | 2007  | 2008  | 2009  | 2010  | 2011  | 2012  | 2013  | 2014  | 2015  | Итог   | В/П за карьеру |
| ---------------------------- | ----- | ----- | ----- | ----- | ----- | ----- | ----- | ----- | ----- | ----- | ----- | ----- | ----- | ----- | ----- | ----- | ----- | ----- | ----- | ------ | -------------- |
| Турниры Большого шлема       |       |       |       |       |       |       |       |       |       |       |       |       |       |       |       |       |       |       |       |        |                |
| Открытый чемпионат Австралии | -     | 1/2   | 2Р    | -     | 2Р    | 1/2   | 1/4   | 1Р    | -     | П     | 1Р    | Ф     | П     | -     | 1/4   | 1/2   | 1/4   | 2Р    | 1Р    | 2 / 15 | 30-12          |
| Открытый чемпионат Франции   | П     | 2Р    | 1/4   | -     | 1/2   | 1/4   | Ф     | 1Р    | 1/4   | 2Р    | 1Р    | 1/2   | 1Р    | 1Р    | 2Р    | П     | 1Р    | -     | -     | 2 / 16 | 28-12          |
| Уимблдонский турнир          | 3Р    | Ф     | 2Р    | 1Р    | 1/2   | П     | 3Р    | 1/4   | П     | 2Р    | 2Р    | 2Р    | 3Р    | 2Р    | Ф     | 2Р    | 1Р    | -     | 1Р    | 2 / 18 | 34-15          |
| Открытый чемпионат США       | 1Р    | 1/4   | П     | 1Р    | 1Р    | 2Р    | 2Р    | 2Р    | П     | -     | 1/4   | 2Р    | 1/2   | 1Р    | 1Р    | 2Р    | 1Р    | -     | -     | 2 / 16 | 22-12          |
| Итог                         | 1 / 3 | 0 / 4 | 1 / 4 | 0 / 2 | 0 / 4 | 1 / 4 | 0 / 4 | 0 / 4 | 2 / 3 | 1 / 3 | 0 / 4 | 0 / 4 | 1 / 4 | 0 / 3 | 0 / 4 | 1 / 4 | 0 / 4 | 0 / 1 | 0 / 2 | 8 / 65 |                |
| В/П в сезоне                 | 7-2   | 10-4  | 9-2   | 0-2   | 8-4   | 12-3  | 9-3   | 3-4   | 13-1  | 6-1   | 3-4   | 7-3   | 9-3   | 0-3   | 7-3   | 9-2   | 2-4   | 1-1   | 0-2   |        | 114-51         |